# El complejo de Dios
El complejo de Dios (The God Complex) es el undécimo episodio de la sexta temporada moderna de la serie británica de ciencia ficción Doctor Who, emitido originalmente el 17 de septiembre de 2011.

## Argumento
Mientras la TARDIS se dirigía a otro planeta, se materializa en lo que parece ser un hotel de la Tierra de los años ochenta, pero el Undécimo Doctor reconoce una estructura alienígena específicamente diseñada para tomar esa apariencia. Pronto se encuentran con un grupo de cuatro personas, los humanos Rita, Howie y Joe, y el alienígena Gibbins, cada uno de los cuales ha sido secuestrado de su vida cotidiana para aparecer dentro del hotel. Los cuatro explican que hay una bestia minotáurica en el hotel que consume a la gente. Lo hace tentándoles a entrar en una de las muchas habitaciones del hotel, que contiene sus mayores miedos, los cuales les lavan el cerebro para "alabarle" y dejarse ellos mismos atrapar, dejando sus cuerpos sin ningún signo de vida. Muchos otros han experimentado esto, y sus fotos con un rótulo de sus respectivos miedos cubren las paredes del hotel, del que no se puede escapar, porque las puertas y ventanas son falsas y están tapiadas, y los pasillos y habitaciones cambian continuamente. El Doctor, Amy y Rory pronto descubren que la TARDIS también ha desaparecido, y el Doctor les previene de que no abran ninguna puerta que les atraiga, por miedo a ser poseídos.
Mientras el Doctor intenta examinar la situación, Joe, ya poseído, se ha separado del grupo y la bestia le mata. Howie pronto es poseído tras entrar en una habitación sin escuchar las advertencias del Doctor. El resto del grupo prepara una trampa para atraer a la bestia al vestidor del hotel usando la voz de Howie, tras lo cual el Doctor pregunta a la criatura capturada y descubre que está sufriendo deseando que todo termine, dándose cuenta de que el hotel es en realidad una prisión para la criatura, y los "miedos" de cada habitación son ilusiones inofensivas. Howie escapa del grupo, permitiendo a la bestia escapar y matarle antes de que el Doctor pueda salvarle. Mientras exploran más del hotel, tanto Amy como el Doctor se separan para mirar en dos habitaciones específicas, enfrentándose a sus respectivos miedos. Rita pronto sufre el mismo destino que Joe y Howie.
El Doctor, Amy, Rory y Gibbins se reagrupan, y el Doctor supone que los otros tres creyeron que algún poder superior controlaba sus vidas. El hotel y sus habitaciones se diseñaron para desafiar sus fes mediante el miedo, para permitir a la bestia poseerles. EL Doctor descubre que Gibbis ha sobrevivido por la extrema cobardía de su especie, mientras que Rory no tiene ninguna fe que romper. Sin embargo, el Doctor se da cuenta de que es la fe de Amy en él la que está bajo desafío. Es su fe la que les atrajo en primer término al hotel. Amy pronto es poseída como los otros. Mientras la bestia va a por Amy, el Doctor y los otros la cogen y la llevan a la habitación que abrió antes. Dentro, encuentran la ilusión de la pequeña Amelia, aún esperando el regreso de su "Doctor desharrapado" (En el último momento). El Doctor le afirma a Amy que él "no es un héroe", sino "sólo un loco con una caja", para romper su fe en él. Cuando esto sucede, la bestia de desploma al otro lado de la puerta.
Mientras la miran, se revela que el hotel es parte de una gran simulación, y el Doctor identifica que están a bordo de una nave prisión automática, y que la bestia es una pariente del Nimon, una criatura que se alimenta de la fe de otros. Los sistemas automáticos de la nave le habían proporcionado "comida" trayéndole a bordo las criaturas que tenían una fe fuerte. La bestia susurra al Doctor que "la muerte sería un regalo" antes de expirar. La TARDIS está cerca de ellos, y Gibbis les pide que le lleven a casa. Después, el Doctor lleva a Amy y Rory de vuelta a la Tierra, pensando que es mejor que dejen de viajar con él antes de que acaben muertos. Regalándoles una casa nueva y un coche nuevo, el Doctor se marcha en solitario en la TARDIS.

### Continuidad
Hay varias referencias a especies del pasado de la serie en las fotos de las anteriores víctimas de la bestia en las paredes, incluyendo un Sontaran, un Judoon, una Hermana de la Plenitud (Nueva Tierra) y un Tritovoro (El planeta de los muertos). El Doctor identifica a la bestia como un pariente lejano del Nimon, antiguo enemigo en el serial clásico The Horns of Nimon, y el grupo ve las ilusiones de dos ángeles llorosos. Aunque no se ve en pantalla el contenido de la habitación (con el número 11) que el Doctor abre, se puede oír la campana de emergencia de la TARDIS. El Doctor, obligado a romper la fe de Amy en él, repite un anterior evento en The Curse of Fenric donde el Séptimo Doctor se vio obligado a romper la fe de Ace en él.

## Producción

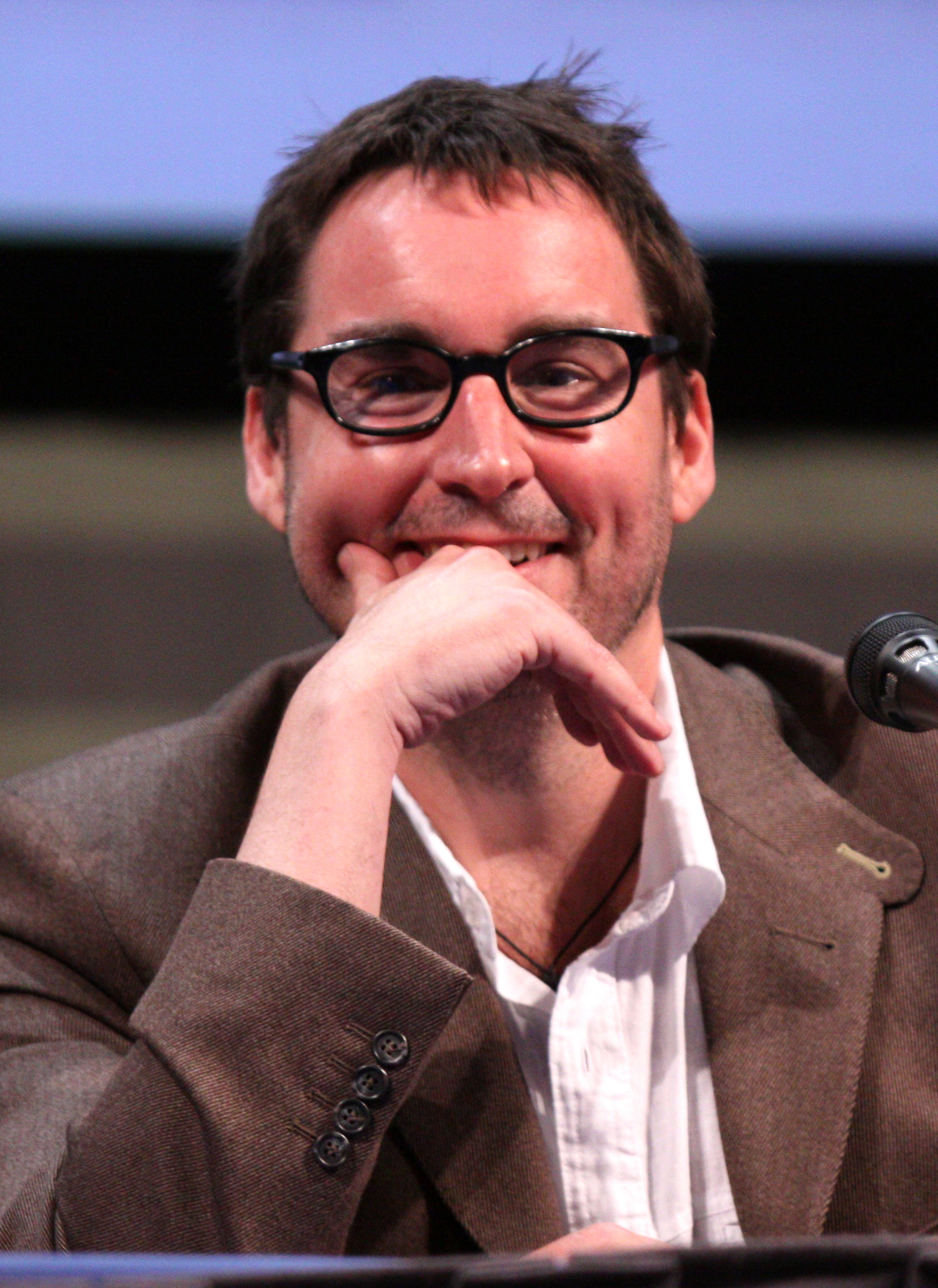
El autor del episodio fue Toby Whithouse, que originalmente planeaba escribir para la temporada anterior.

El show runner Steven Moffat originalmente encargó el episodio a Toby Whithouse para la anterior temporada, con la idea de un hotel de habitaciones cambiantes. Sin embargo, mientras continuaba la producción, Moffat pensó que había demasiados episodios en los que los personajes corrían por pasillos en esa temporada, así que Whithouse escribió Los vampiros de Venecia en su lugar, y El complejo de Dios se retrasó a la siguiente temporada. La idea de que el monstruo fuera un minotauro llegó del amor de Whithouse hacia la mitología griega. Whithouse quedó más contento con El complejo de Dios que con sus anteriores trabajos, Reunión escolar y Los vampiros de Venecia, ya que el tono era más oscuro y él se sentía "más cómodo" escribiéndolo.
La primera frase de diálogo que Whithouse escribió fue la traducción del Doctor de las palabras del minotauro: "Una criatura antigua, empapada en la sangre de los inocentes, a la deriva en el espacio a través de un laberinto cambiante sin fin. Para una criatura así, la muerte sería un regalo". El minotauro entonces le dice al Doctor que no estaba hablando de sí mismo, sino del Doctor, lo que anticipa la muerte del Doctor, el arco argumental de la temporada, que ya se aproxima. Aquí terminan los viajes continuos del Doctor con Amy y Rory, que a partir de este punto se empezarían a espaciar (dentro de la narración de la serie). Harían un cameo sin ver al Doctor en Hora de cerrar, volverían a aparecer en un universo paralelo en La boda de River Song, cenarían con él en Nochebuena al final de El Doctor, la viuda y el armario (dos años después de ser testigos de la muerte del Doctor y sin tener noticias suyas en ese tiempo), y después en la siguiente temporada pasarían varios meses entre una aventura y otra hasta su despedida definitiva en Los ángeles toman Manhattan.
El hotel y su diseño se ha comparado con la película de Stanley Kubrick El resplandor, usando una composición similar de largos pasillos y ángulos de cámara extraños. Los críticos también han observado que el episodio se inspiró en la novela de George Orwell 1984, particularmente en la idea de las habitaciones (en el caso de Orwell, la habitación 101) que contienen los terrores más profundos de cada persona.

## Emisión y recepción
Las mediciones nocturnas de audiencia mostraron que 5,2 millones de espectadores vieron el episodio, siendo el tercer programa más visto de la noche. Las mediciones definitivas fueron de 6,77 millones de espectadores, subiendo entonces al segundo programa más visto de la noche. Tuvo una puntuación de apreciación de 86, considerado "excelente".
El episodio tuvo críticas entre positivas y mezcladas. Patrick Mulkern de Radio Times calificó el guion de Whithouse como "inteligente y original" y a Walliams de "entrañable" como Gibbis, pensando que era otra entrega en los "fabulosos" episodios independientes de la temporada. Charlie Jane Anders también fue positivo, especialmente de cómo se exploró el personaje del Doctor mediante su exceso de confianza, haciendo que otros creyeran en él en lugar de sí mismos, y alabando la interpretación de Smith. Keith Phipps de The A.V. Club le dio al episodio un Notable alto, alabando a los actores invitados y la forma en que se exploró el personaje del Doctor. Neela Debnath de The Independent, también le dio una crítica positiva, alabando el ambiente tétrico, las interpretaciones de Karan y Leonidas, y la tristeza del final. Sin embargo, se sorprendió de que Amy aceptara que el Doctor la abandonara a pesar de que quería encontrar a su hija, como se había visto en episodios anteriores.
Dan Martin de The Guardian alabó las salidas de Amy y Rory y destacó la interpretación de Gillan y Smith, notando cómo se mostró más de su lado oscuro. De la trama, dijo que era "rara y para pensar", pero la sintió "como dando vueltas con evasivas para dejar sitio para el final". Martin después lo clasificó como el quinto mejor episodio de la temporada, sin contar La boda de River Song en la lista. Morgan Jeffery escribió que Hurran "destacó" en la dirección y que el episodio funcionó "increíblemente bien" a nivel emocional. Sin embargo, pensó que no tuvo éxito en términos de argumento, citando la "frágil explicación" de lo sucedido. Gavin Fuller de The Daily Telegraph le dio al episodio 3,5 estrellas sobre 5, diciendo que el "tono surrealista del episodio... ayudó a camuflar el hecho de que la trama tenía muy poco sentido". Sin embargo, alabó las "interpretaciones impresionantes" del reparto, especialmente la de Smith.
Dave Golder de SFX también le dio a El complejo de Dios 3,5 estrellas sobre 5, cuestionando algunos aspectos lógicos, pero notando que fue "extremadamente ingenioso, particularmente cuando se refiere al cobarde Gibbins de David Walliams". Tampoco creyó que la marcha de Amy y Rory fuera para mucho tiempo, especialmente porque el Doctor les había puesto en situaciones más peligrosas antes. Matt Risley le dio al episodio un 7 sobre 10, calificándolo como un "episodio notablemente bamboleante, tanto en términos de tono como de desarrollo argumental" que resultó como "un cuento de un batiburrillo confuso de elementos a los que costaba encajar". Aunque alabó la dirección de Hurran y las interpretaciones de Walliams y Karan, pensó que los personajes quedaron marginados cerca del final. Risely notó que "las cosas ciertamente comenzaron con de forma vibrante, ingeniosa y chispeante, al menos al principio", pero el tono "se perdió hacia la mitad", culminando en una escena final "hueca y apresurada" cuando él abandonó a Amy y Rory.